# Vòng loại Giải vô địch bóng đá thế giới 2014 – Khu vực Bắc, Trung Mỹ và Caribe (Vòng 1)
Dưới đây là bài chi tiết về vòng loại giải vô địch bóng đá thế giới 2014 khu vực Bắc, Trung Mỹ và Caribe (vòng 1).

## Thông tin
Ở vòng này, 10 đội xếp hạng thấp nhất đã được rút ra thành 5 cặp đấu theo thể thức sân nhà - sân khách.
Các trận đấu sẽ được tổ chức trước VCK World Cup 2014. Ban đầu, trận lượt đi được diễn ra vào ngày 3 tháng 6 năm 2011 và trận lượt về diễn ra vào ngày 07 tháng 6. Tuy nhiên, các trận đấu đã được hoãn lại đến ngày bốc thăm trong tháng 6 và tháng 7, từ 15 tháng 6 đến 17 tháng 7. Năm đội thắng cuộc sẽ tiến đến vòng 2 của vòng loại khu vực CONCACAF.

## Các đội tham dự
- Belize
- Cộng hòa Dominica
- Quần đảo Virgin thuộc Anh
- Saint Lucia
- Quần đảo Turks và Caicos
- Bahamas
- Aruba
- Quần đảo Virgin thuộc Mỹ
- Anguilla
- Montserrat

## Chi tiết
| Đội 1                    | TTS         | Đội 2                     | Lượt đi | Lượt về   |
| ------------------------ | ----------- | ------------------------- | ------- | --------- |
| Montserrat               | 3–8         | Belize                    | 2–5     | 1–3       |
| Anguilla                 | 0–6         | Cộng hòa Dominica         | 0–2     | 0–4       |
| Quần đảo Virgin thuộc Mỹ | 4–1         | Quần đảo Virgin thuộc Anh | 2–0     | 2–1       |
| Aruba                    | 6–6 (4–5 p) | Saint Lucia               | 4–2     | 2–4 (aet) |
| Quần đảo Turks và Caicos | 0–10        | Bahamas                   | 0–4     | 0–6       |

| Montserrat       | 2–5      | Belize                                           |
| ---------------- | -------- | ------------------------------------------------ |
| Hodgson 44', 86' | Chi tiết | McCaulay 24', 75', 83' · Róches 50' · Kuylen 53' |

| Belize                                  | 3–1      | Montserrat  |
| --------------------------------------- | -------- | ----------- |
| Jiménez 23' · McCaulay 59' · Méndez 61' | Chi tiết | Hodgson 58' |

Belize thắng với tổng tỉ số 8–3 và giành quyền vào vòng 2.
| Anguilla | 0–2    | Cộng hòa Dominica     |
| -------- | ------ | --------------------- |
|          | Report | Peralta 7' · Faña 42' |

| Cộng hòa Dominica                         | 4–0      | Anguilla |
| ----------------------------------------- | -------- | -------- |
| Navarro 18', 42' · Sánchez 27' · Faña 58' | Chi tiết |          |

Cộng hòa Dominica thắng với tổng tỉ số 6–0 và giành quyền vào vòng 2.
| Quần đảo Virgin thuộc Mỹ | 2–0      | Quần đảo Virgin thuộc Anh |
| ------------------------ | -------- | ------------------------- |
| Lesmond 7' · Klopp 57'   | Chi tiết |                           |

| Quần đảo Virgin thuộc Anh | 1–2      | Quần đảo Virgin thuộc Mỹ |
| ------------------------- | -------- | ------------------------ |
| Peters 38'                | Chi tiết | Thomas 2' · Klopp 90+3'  |

Quần đảo Virgin thuộc Hoa Kỳ thắng với tổng tỉ số 4–1 và giành quyền vào vòng 2.
| Aruba                                                           | 4–2      | Saint Lucia             |
| --------------------------------------------------------------- | -------- | ----------------------- |
| Santos de Gouveia 13' · Escalona 48' · Gomez 76' · D. Abdul 85' | Chi tiết | Edward 20' · Valcin 46' |

| Saint Lucia                                     | 4–2 (s.h.p.) | Aruba                                      |
| ----------------------------------------------- | ------------ | ------------------------------------------ |
| J. Joseph 14', 29', 71' · Frederick 74'         | Chi tiết     | Gomez 44' · Barradas 76'                   |
| Loạt sút luân lưu                               |              |                                            |
| Pierre · Justin · Frederick · Edward · Williams | 5–4          | Bergen · Baten · Barradas · Gomez · Cruden |

Tổng tỉ số là 6–6 on. Saint Lucia thắng 5–4 trên chấm penalty và giành quyền vào vòng 2.
| Quần đảo Turks và Caicos | 0–4      | Bahamas                                          |
| ------------------------ | -------- | ------------------------------------------------ |
|                          | Chi tiết | Jean 32', 61' · Hepple 36' (ph.đ.) · Louis 90+2' |

| Bahamas                                              | 6–0      | Quần đảo Turks và Caicos |
| ---------------------------------------------------- | -------- | ------------------------ |
| Gibson 4' (l.n.) · St. Fleur 17', 64', 73', 84', 90' | Chi tiết |                          |

Bahamas thắng với tổng tỉ số 10–0 và giành quyền vào vòng 2.

## Danh sách cầu thủ ghi bàn
5 bàn
- Lesly St. Fleur

4 bàn
- Deon McCaulay

3 bàn
| - Jaylee Hodgson | - Jamil Joseph |  |

2 bàn
| - Frederick Gomez - Nesley Jean | - Jonathan Faña - Inoel Navarro | - Reid Klopp |

1 bàn
| - David Abdul - Rensy Barradas - Maurice Escalona - Erik Santos de Gouveia - Cameron Hepple - Jackner Louis | - Daniel Jiménez - Elroy Kuylen - Luis Mendez - Harrison Róches - Trevor Peters - Domingo Peralta | - Jhoan Sánchez - Kevin Edward - Kurt Frederick - Cliff Valcin - Alderman Lesmond - Dwayne Thomas |

phản lưới nhà
- Woody Gibson (trong trận gặp  Bahamas)